# Metacomesoma cyatholaimoides
Metacomesoma cyatholaimoides är en rundmaskart som beskrevs av Christian Wieser 1954. Metacomesoma cyatholaimoides ingår i släktet Metacomesoma och familjen Comesomatidae. Inga underarter finns listade i Catalogue of Life.